# Chiesa di Sant'Antonio di Padova (Lipari)
La chiesa di Sant'Antonio di Padova o chiesa di Sant'Antonino è un edificio di culto ubicato in piazza Mazzini nel quartiere «Sottocastello» o   «Sottomonatero», si affaccia sul porto nella porzione di baia settentrionale denominata Marina Lunga di Lipari.
L'aggregato monumentale comprende la chiesa e il convento sotto il titolo dell'«Immacolata Concezione della Beata Vergine Maria». Quest'ultimo fondato per la comunità dell'Ordine dei frati minori cappuccini e nell'arco di pochi anni transitato ai religiosi dell'Ordine dei frati minori osservanti, strutture oggi sede del municipio cittadino.

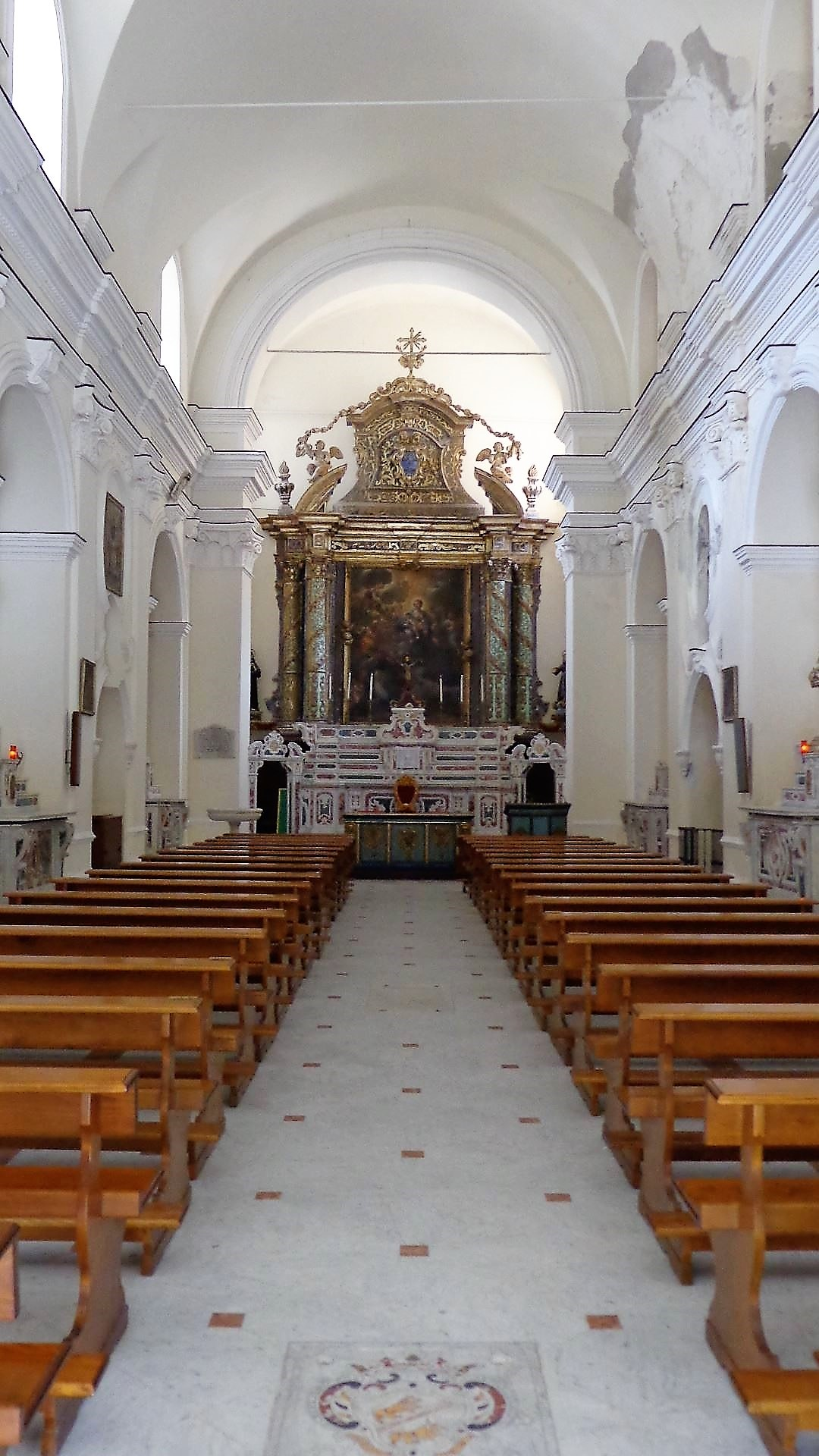
Navata.

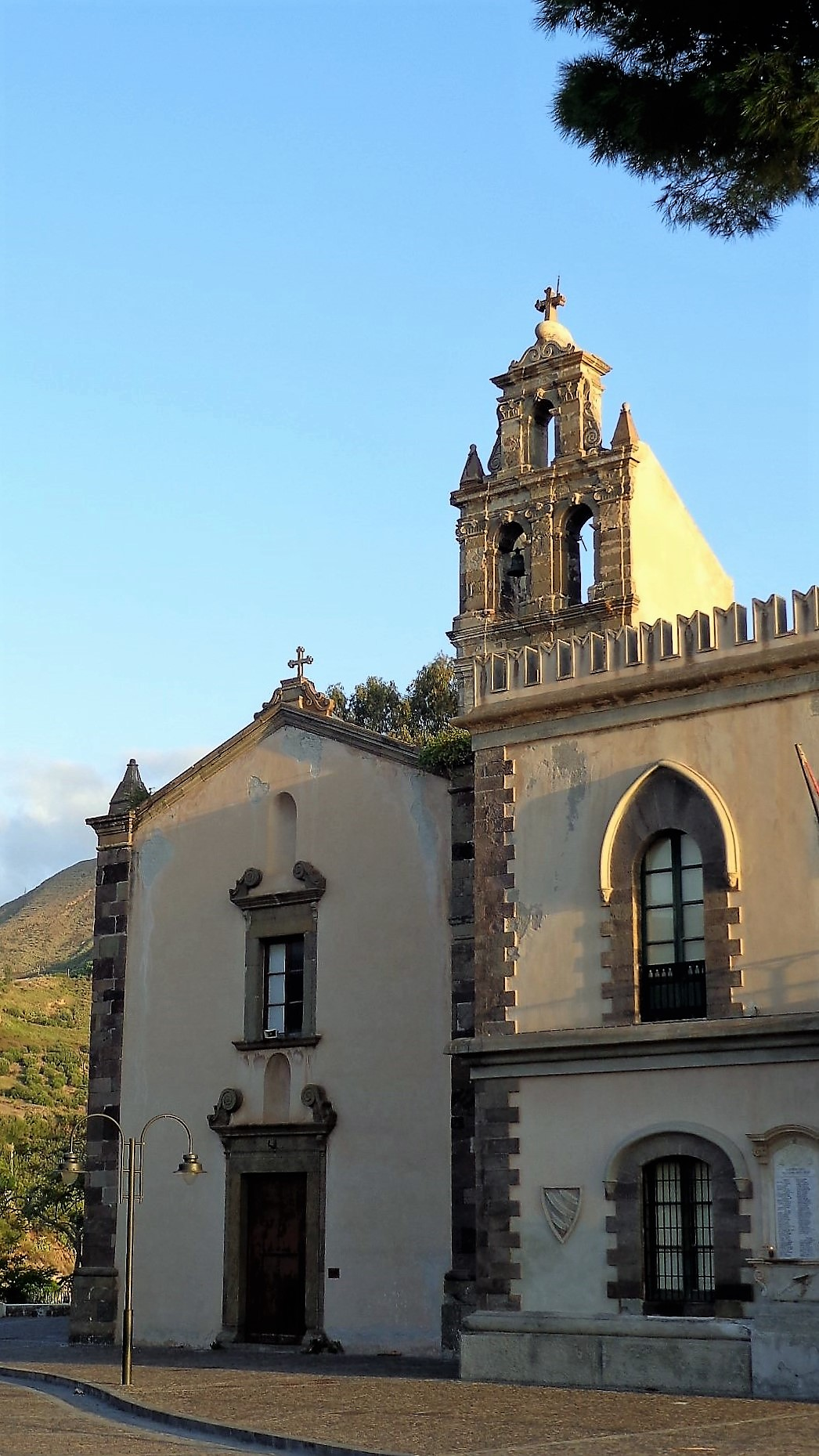
Prospetti.

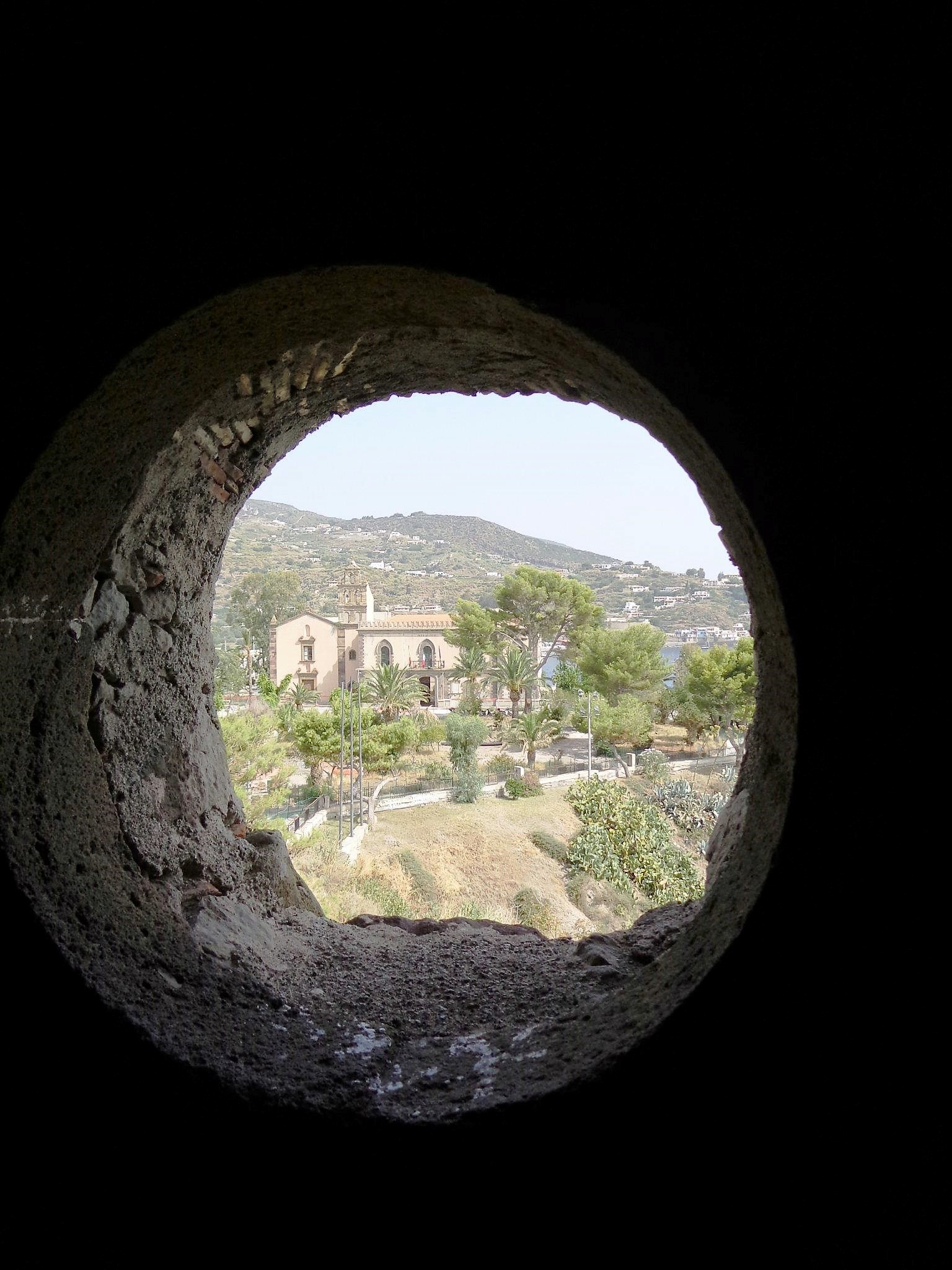
Aggregato visto dal Castello.

## Storia

### Epoca spagnola
Durante le sessioni del capitolo dei provinciali Cappuccini riunito a Randazzo nel 1584 per discutere le cariche dell'Ordine, il vescovo di Lipari Paolo Bellardito e una ristretta cerchia di nobili cittadini sollecitarono la richiesta per la presenza dei religiosi in città. I lavori per la costruzione della sede ebbero immediatamente inizio, nel 1599 la struttura fu completata e posta sotto il titolo dell'«Immacolata Concezione della Beata Vergine Maria» (1° convento).
Ben presto la comunità fu incitata ad abbandonare forzosamente l'isola con pretesti vari, ufficialmente motivata dalla ricerca di condizioni migliori. In evidente contrasto coi principi della regola che prevedeva un tenore di vita spartano e senza entrate economiche se non la pubblica elemosina, mentre i religiosi pur di rimanere, si dedicarono al piccolo commercio di prodotti locali come uva passa, capperi e tante altre attività legate al mondo agricolo, pur di sostentarsi. Infine furono costretti ad allontanarsi.
Gli eventi trovano fondamento nel volgere di tre lustri nell'avvicendamento alla guida della sede vescovile di Martín Acuña, (O. Carm.), Juan Pedro González de Mendoza (O. E. S. A.), Alfonso Vidal (O. F. M.). Quest'ultimo dietro le pressanti insistenze di alcuni giurati e per volontà dei Liparoti, nel 1600 fece richiesta formale a Papa Clemente VII per accogliere una nuova comunità, preferendo religiosi dell'ordine di appartenenza. L'atto ufficiale di consegna dei fabbricati ai frati Osservanti di Calabria fu consegnato il 20 maggio del 1600, giorno dell'Ascensione.
I religiosi Cappuccini furono ben presto riammessi sull'isola, a loro fu assegnato un appezzamento agricolo fuori dalla cinta muraria ove edificarono un nuovo aggregato conventuale posto sotto il titolo dell'«Assunzione della Beata Vergine Maria» (2° convento). Terreni, dipendenze e pertinenze in gran parte trasformate in cimitero cittadino.
Le strutture di Sottomonastero furono ulteriormente ingrandite, rinnovate e perfezionate, i lavori terminarono intorno alla metà del XVIII secolo.

### Epoca contemporanea
13 giugno 2017 riapertura del tempio.

## Esterno

### Campanile
La torre campanaria sulla destra è a tre ordini: livello con coppia di monofore cieche, 2º livello con coppia di monofore, 3° livell con singola monofora e orlature rinascimentali laterali.

### Convento
Imponente costruzione abbarbicata su sperone roccioso ripartita su due ordini. I prospetti dei corpi di fabbrica al piano nobile sono contrassegnati da grandi monofore con cornici ogivali e stipiti in conci di lava, finestroni al piano sottostante. Caratteristica merlatura posta a coronamento dell'edificio.
Chiostro interno con targhe commemorative.

## Interno

### Navata
L'interno presenta a navata unica, volta a botte, pennacchi e tre finestre ad occidente. Un arco separa l'altare maggiore e l'area del presbiterio dall'aula.
Le mense degli altari sono realizzate in marmi policromi nella prima metà del XVIII secolo. Della stessa epoca sono i dipinti raffiguranti Santa Gertrude e San Gaetano di Thiene. Il grande Crocifisso risale invece al '600.

#### Parete destra
- Sottocoro, nicchia: Crocifisso ligneo.
- Prima arcata: Cappella di San Pasquale di Baylon. Altare marmoreo, nell'edicola è collocato il quadro raffigurante l'Adorazione di San Pasquale Baylon ritratto con Sant'Orsola e altre tre figure,[6] opera di Giovanni Tuccari realizzata nel 1741.[7]
  - Nicchia, medaglione ovale con dipinto.
- Seconda arcata: Cappella dell'Immacolata Concezione. Altare marmoreo sormontato da nicchia contenente la statua dell'Immacolata Concezione.
  - Nicchia con statua raffigurante il Sacro Cuore di Maria. Medaglione ovale con nicchia e statuetta. Scale per la cripta.
- Terza arcata: Cappella dell'Assunta. Altare marmoreo sormontato da edicola contenente il dipinto raffigurante l'Assunzione di Maria.

#### Parete sinistra
- Sottocoro.
- Prima arcata: Cappella. Altare marmoreo, nell'edicola è collocato il quadro raffigurante la Vergine con Bambino ritratta con santi francescani.
  - Nicchia con statua raffigurante Santa Lucia, medaglione ovale con dipinto.
- Seconda arcata: Cappella di San Francesco d'Assisi. Altare marmoreo sormontato da nicchia contenente gruppo statuario.
  - Nicchia e medaglione ovale.
- Terza arcata: Cappella di Santa Teresa. Bernardo Beamonte nel 1734 ornò l'ambiente di marmi stucchi e pitture.[8] Nell'edicola sopra l'altare marmoreo è collocato il quadro raffigurante Gesù Cristo e Santa Teresa d'Avila con l'iscrizione recante il motto "AUT PATI, AUT MORI", opera di Giovanni Tuccari realizzata nel 1741.[7]

### Altare maggiore
- Altare maggiore. Altare versus populum ligneo. La mensa dell'altare versus absidem in marmi policromi è sormontata da macchina lignea costituita da colonne con capitelli corinzi decorate con arabeschi e ghirlande fitomorfi con sviluppo elicoidale. Le coppie di colonne collocate in prospettiva convessa reggono un cornicione e un timpano ad arco spezzato. Sulle cimase putti osannanti e vasotti acroteriali con fiamme delimitano una stele intermedia intagliata con stemma centrale e festoni. Nell'edicola lignea è collocato il quadro raffigurante la Vergine ritratta con San Francesco d'Assisi e San Domenico di Guzmán di autore ignoto.

## Convento
26° istituzione dei Cappuccini nella Provincia di Sicilia. Sorto come struttura dell'Ordine dei frati minori cappuccini ospita nel 1600 i religiosi dell'Ordine dei frati minori osservanti.
Strutture adibite a sede del Municipio di Lipari.
Tra i numerosi ospiti lo scienziato Lazzaro Spallanzani (13 settembre - 17 ottobre 1788), viaggio motivato dalle indagini geografiche e geologiche estese alle Isole Eolie, studioso proveniente dalle strutture del convento dello stesso ordine, San Papino Martire di Milazzo.
Dal 6 al 9 settembre 1835 le strutture ospitarono Alessandro Dumas col pittore Louis Godefroy Jadin e Ida Ferrier.